# Pseudagrion williamsoni
Pseudagrion williamsoni là một loài chuồn chuồn kim trong họ Coenagrionidae.
Pseudagrion williamsoni được miêu tả khoa học năm 1922 bởi Fraser.